# Дердо Олександр Вікторович
Олександр Вікторович Дердо́ (нар. 3 лютого 1979 року) — український футбольний суддя. Арбітр ФІФА (з 2011), УЄФА (третьої категорії), з 2007 року обслуговує ігри Прем'єр-ліги, єврокубки. Батько Віктор Дердо — колишній футбольний арбітр.

## Кар'єра
Початок суддівської кар'єри — 1997. Арбітр другої ліги з 2001, першої — з 2005, вищої — з 2007 року. Арбітр УЄФА (третя категорія) — з 2011 року.

## Статистика
Чемпіонати України
| Сезон     | Кількість матчів | ЖК | ЧК | Пенальті |
| --------- | ---------------- | -- | -- | -------- |
| 2006—2007 | 1                | -  | -  | -        |
| 2007—2008 | 1                | -  | -  | -        |
| 2008—2009 | 9                | -  | -  | -        |
| 2009—2010 | 12               | -  | -  | -        |
| 2010—2011 | 13               | -  | -  | -        |
| 2011—2012 | 11               | -  | -  | -        |
| 2012—2013 | 3                | -  | -  | -        |

Єврокубки
| Дата       | Сезон   | Турнір              | Господарі | Рахунок | Гості         |
| ---------- | ------- | ------------------- | --------- | ------- | ------------- |
| 07.07.2011 | 2011/12 | ЛЄ, 1-й квал. раунд | «Уліс»    | 0:2     | «Ференцварош» |